# Route départementale 505 (Alpes-de-Haute-Provence)
Pour les articles homonymes, voir Route départementale 505.
La route départementale 505, abrégée en RD 505 ou D 505, est une des routes des Alpes-de-Haute-Provence, qui relie Saint-Martin-les-Eaux à Dauphin.

## Tracé de Saint-Martin-les-Eaux à Dauphin
- Saint-Martin-les-Eaux
- Dauphin